# Gimnastică la Jocurile Olimpice de vară din 2024 - Bară masculin
Proba masculină de gimnastică bară de la Jocurile Olimpice de vară din 2024 a avut loc în perioada 27 iulie-5 august 2024 la Palatul Sporturilor din Paris-Bercy din Paris, Franța.

## Program
Orele sunt ora Franței (UTC+1)
| Data                   | Oră   | Etapă      |
| ---------------------- | ----- | ---------- |
| Sâmbătă, 27 iulie 2024 | 11:00 | Calificări |
| Luni, 5 august 2024    | 12:00 | Finala     |

## Rezultate

### Calificări
Rezultate calificări.
| Loc | Gimnast               | Dificultate | Execuție | Penalizare | Total  | Rezultat  |
| --- | --------------------- | ----------- | -------- | ---------- | ------ | --------- |
| 1   | Zhang Boheng (CHN)    | 6,5         | 8,633    |            | 15,133 | C         |
| 2   | Tang Chia-hung (TPE)  | 6,3         | 8,633    |            | 14,933 | C         |
| 3   | Takaaki Sugino (JPN)  | 6,6         | 8,133    |            | 14,733 | C         |
| 4   | Tin Srbić (CRO)       | 6,3         | 8,300    |            | 14,600 | C         |
| 5   | Shinnosuke Oka (JPN)  | 5,9         | 8,633    |            | 14,533 | C         |
| 6   | Ángel Barajas (COL)   | 6,7         | 7,766    |            | 14,466 | C         |
| 7   | Su Weide (CHN)        | 6,0         | 8,400    |            | 14,400 | C         |
| 8   | Marios Georgiou (CYP) | 5,9         | 8,466    |            | 14,366 | C         |
| 9   | Yumin Abbadini (ITA)  | 5,9         | 8,300    |            | 14,200 | Rezerva 1 |
| 10  | Joe Fraser (GBR)      | 6,4         | 7,800    |            | 14,200 | Rezerva 2 |
| 11  | Fred Richard (USA)    | 5,8         | 8,366    |            | 14,166 | Rezerva 3 |

### Finala
Rezultate finală.
| Loc | Gimnast               | Dificultate | Execuție | Penalizare | Total  |
| --- | --------------------- | ----------- | -------- | ---------- | ------ |
| 1   | Shinnosuke Oka (JPN)  | 5,9         | 8,633    |            | 14,533 |
| 2   | Ángel Barajas (COL)   | 6,6         | 7,933    |            | 14,533 |
| 3   | Tang Chia-hung (TPE)  | 6,5         | 7,466    |            | 13,966 |
| 3   | Zhang Boheng (CHN)    | 6,5         | 7,466    |            | 13,966 |
| 5   | Su Weide (CHN)        | 6,0         | 7,433    |            | 13,433 |
| 6   | Marios Georgiou (CYP) | 5,9         | 7,433    |            | 13,333 |
| 7   | Takaaki Sugino (JPN)  | 5,8         | 5,833    |            | 12,266 |
| 8   | Tin Srbić (CRO)       | 5,5         | 5,833    |            | 11,333 |